# Brett Kavanaugh
Brett Michael Kavanaugh (Washington, D.C.,12 de fevereiro de 1965) é um advogado e jurista estadunidense que serve como juiz associado do Supremo Tribunal dos Estados Unidos. Antes de sua indicação para a mais alta corte estadunidense, Kavanaugh serviu como juiz federal do Tribunal de Apelações para o Circuito do Distrito de Colúmbia.
Kavanaugh fez sua graduação no Yale College cum laude, com um diploma em história estadunidense. Depois de se formar na Yale Law School, ele começou sua carreira como assistente do juiz Ken Starr, que posteriormente supervisionou sua pós-graduação. Depois que Starr deixou o Circuito do Distrito de Colúmbia para ocupar o cargo de chefe da investigação independente sobre o Presidente Bill Clinton, Kavanaugh acompanhou-o e auxiliou-o em várias investigações sobre o presidente, incluindo a elaboração do Relatório Starr, que instava pelo impeachment de Clinton. Após a eleição presidencial estadunidense de 2000 (na qual ele trabalhou para a campanha de George W. Bush na recontagem de votos na Flórida), ele se juntou à administração como Secretário da Casa Branca e foi uma figura central nos esforços para escolher e confirmar os candidatos a vagas no judiciário.
Para preencher a vaga criada pela aposentadoria do juiz Anthony Kennedy, o presidente Donald Trump indicou Kavanaugh em 9 de julho de 2018 para atuar como juiz do Supremo Tribunal dos Estados Unidos. Quando tornou-se aparente que Kavanaugh era cogitado para o cargo, mas antes de seu nome ser anunciado publicamente, Christine Blasey Ford contatou o Washington Post alegando que Kavanaugh abusara sexualmente dela no início dos anos 1980. Nos dias seguintes, duas outras mulheres o acusaram de má conduta sexual. Ele negou as alegações.
Após uma audiência suplementar da Comissão do Judiciário do Senado, controlada pelo Partido Republicano, o Comité declarou que todas as alegações eram infundadas. Depois de uma investigação adicional do FBI, que os democratas descreveram como limitada no escopo e criticada como uma "farsa", o Senado confirmou a indicação de Kavanaugh por votação de 50-48 em 6 de outubro. Ele foi empossado mais tarde naquele dia.

## Infância e educação
Nasceu a 12 de fevereiro de 1965, em Washington, DC, filho de Martha Gamble (nascida Murphy) e Everett Edward Kavanaugh Jr. É descendente de católicos irlandeses de ambos os lados da família. O seu bisavô paterno imigrou para os Estados Unidos de Roscommon, Irlanda, no final do século 19, enquanto a sua linhagem materna irlandesa remonta aos seus trisavós que estabeleceram-se em Nova Jersey. O seu pai era advogado e foi presidente da Cosmetic, Toiletry and Fragrance Association por duas décadas. A mãe era professora de história nas escolas de ensino médio Woodson e McKinley em Washington nas décadas de 1960 e 1970. Ela formou-se em direito pela American University em 1978 e atuou de 1995 a 2001 como juíza no Tribunal do Circuito de Maryland do condado de Montgomery, Maryland.
Kavanaugh foi criado em Bethesda, Maryland. Na adolescência, ele frequentou a Georgetown Preparatory School, uma escola preparatória para meninos jesuítas, onde estava dois anos à frente de Neil Gorsuch, com quem mais tarde trabalhou no Supremo Tribunal e acabou servindo como juíz do Supremo. Também era amigo do colega Mark Judge; ambos estavam na mesma turma com o futuro senador do estado de Maryland Richard Madaleno. No seu anuário, autodenominava-se "Renate Alumnius", uma referência a uma estudante de uma escola católica próxima.
Depois de formar-se na Georgetown Prep em 1983, foi para a Universidade de Yale, assim como o seu avô paterno. Vários dos seus colegas da turma em Yale lembravam-se dele como um "estudante sério, mas não vistoso", que amava desporto, especialmente basquetebol. Tentou ir sem sucesso para o time de basquetebol masculino Yale Bulldogs e depois jogou por dois anos no time universitário júnior. Escreveu artigos sobre basquetebol e outros desportos para o Yale Daily News, e foi membro da fraternidade Delta Kappa Epsilon. Formou-se em Yale em 1987 com um  bacharelado em artes cum laude em história.
Na Yale Law School, morava numa casa com um grupo que incluía o futuro juiz James E. Boasberg e jogava basquete com o professor George L. Priest (patrocinador da Federalist Society da escola). Foi membro do Yale Law Journal e atuou como editor durante o seu terceiro ano. Formou-se em Yale em direito com um diploma de Juris Doctor em 1990.

## Carreira legal (1990 - 2006)

### Escriturários

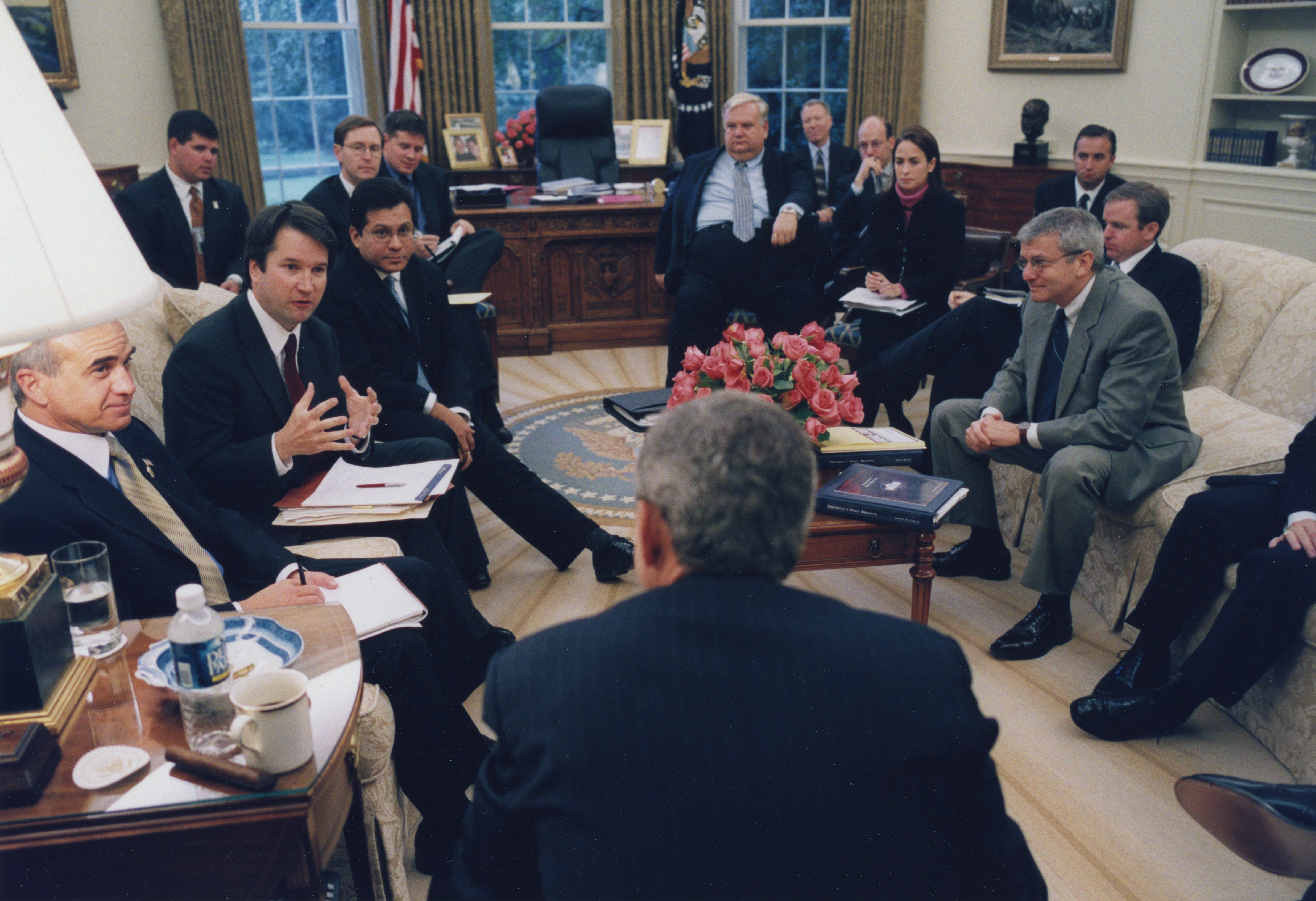
Kavanaugh (segundo a partir da esquerda) com o presidente George W. Bush e funcionários da Casa Branca.

Trabalhou pela primeira vez como escrivão jurídico para o juiz Walter King Stapleton do Tribunal de Apelações do Terceiro Circuito dos Estados Unidos. Durante o seu estágio, Stapleton escreveu a opinião majoritária em Planned Parenthood v. Casey, no qual o Terceiro Circuito sustentou muitas das restrições ao aborto na Pensilvânia. George Priest recomendou Kavanaugh ao juiz do nono circuito Alex Kozinski. Depois de trabalhar como escriturário para Kozinski, foi entrevistado para o cargo de secretário-geral com o presidente da Justiça William Rehnquist no Supremo Tribunal dos Estados Unidos, mas não foi oferecido o cargo de secretário.
Em 1992, ganhou uma bolsa de um ano com o Procurador-Geral dos Estados Unidos, Ken Starr. Também em 1992, trabalhou como associado de verão para Munger, Tolles & Olson. Ele foi secretário do juiz do Supremo Tribunal Anthony Kennedy em 1993-94, ao lado do ex-aluno Neil Gorsuch da Georgetown Prep e do futuro juiz Gary Feinerman.

### Conselheiro associado de Ken Starr
Após o seu estágio no Supremo Tribunal, trabalhou novamente para Ken Starr até 1997 como Conselheiro Associado no Escritório do Conselho Independente com os colegas Rod Rosenstein e Alex Azar. Nessa posição, reabriu uma investigação sobre a morte por arma de fogo de Vincent Foster em 1993. Após três anos, a investigação concluiu que Foster havia cometido suicídio. Em setembro de 2018, o professor de história Sean Wilentz criticou-o por ter investido dinheiro federal e outros recursos para investigar teorias da conspiração de cunho partidário em torno da causa da morte de Foster.

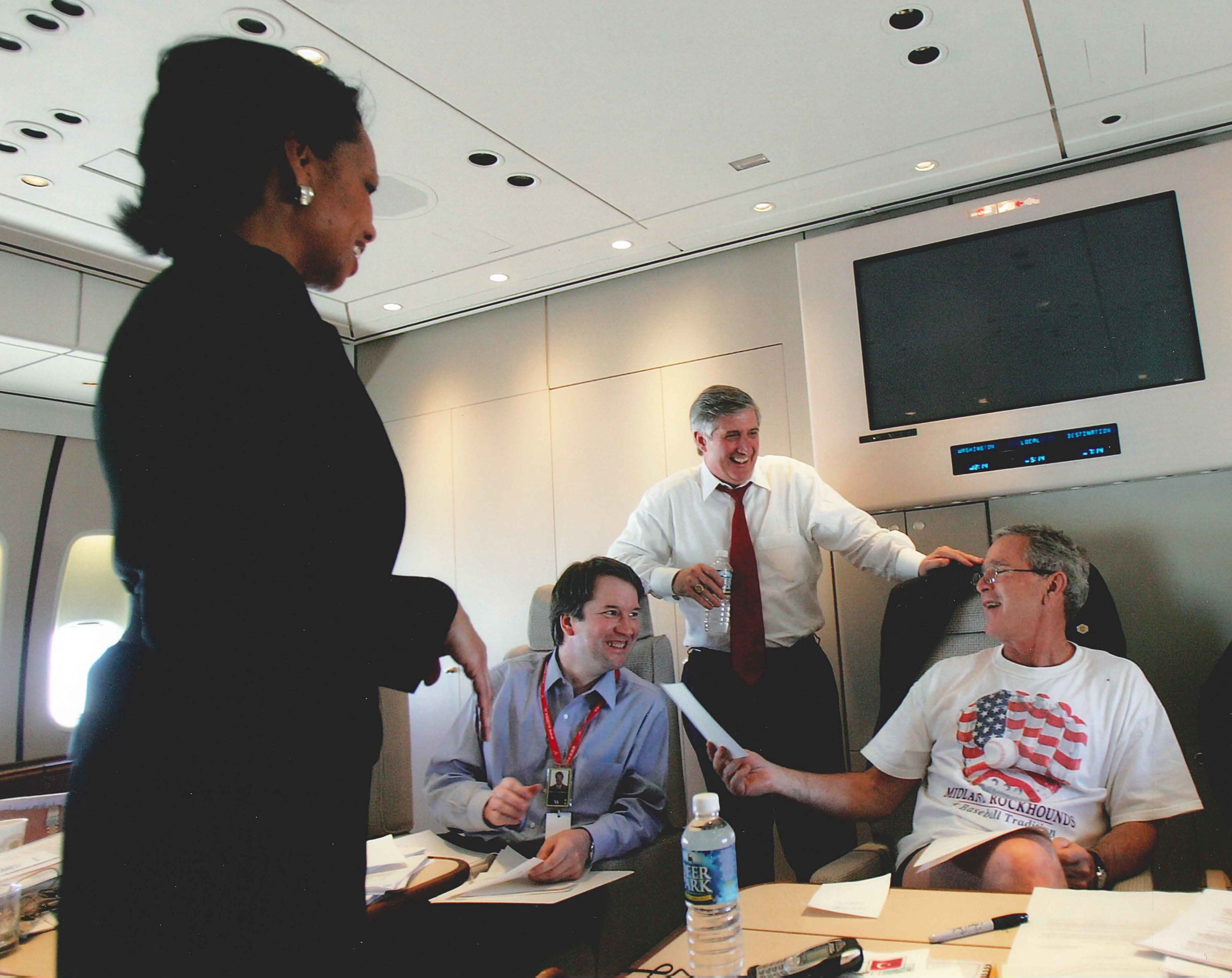
Kavanaugh (camisa azul) com o presidente Bush, Andy Card e a Secretária de Estado Condoleezza Rice.

Depois de trabalhar na prática privada em 1997-98, voltou à Starr como Conselheiro Associado em 1998. Em Swidler & Berlin v. Estados Unidos (1998), defendeu o seu primeiro e único caso perante o Supremo Tribunal. Argumentando pelo escritório de Starr, pediu ao tribunal que desconsiderasse o privilégio advogado-cliente em relação à investigação da morte de Foster. O tribunal rejeitou os seus argumentos numa votação de 6–3.
Foi o principal autor do Relatório Starr, lançado em setembro de 1998, sobre o escândalo sexual de Bill Clinton e Monica Lewinsky; o relatório argumentou amplamente para o impeachment de Clinton. Kavanaugh instou Starr a fazer perguntas sexualmente explícitas a Clinton, e descreveu Clinton como estando envolvido "numa conspiração para obstruir a justiça", tendo "desgraçado o seu cargo" e "mentido para o povo americano". O relatório forneceu descrições extensas e explícitas de cada um dos encontros sexuais de Clinton com Lewinsky, num nível de detalhe que os autores chamaram de "essencial" para o caso contra Clinton.
Em dezembro de 2000, juntou-se à equipe jurídica de George W. Bush, que tentava impedir a recontagem das urnas na Flórida. Depois de Bush tornar-se presidente em janeiro de 2001, o conselheiro da Casa Branca Alberto Gonzales contratou-o como um associado. Lá, trabalhou no escândalo da Enron, a nomeação bem-sucedida do Chefe de Justiça John Roberts e a nomeação malsucedida de Miguel Estrada. A partir de julho de 2003, atuou como assistente do presidente e secretário da equipe da Casa Branca, sucedendo a Harriet Miers. Nessa posição, era responsável por coordenar todos os documentos que iam e vinham do presidente.

### Consultório particular
De 1997 a 1998, foi sócio do escritório de advocacia Kirkland & Ellis. Em 1999, voltou a juntar-se à Kirkland & Ellis como sócio. Enquanto estava lá em 2000, foi advogado pro bono registrado para parentes de Elián González, um menino cubano resgatado de seis anos de idade. Após a morte da mãe do menino no mar, os seus parentes nos Estados Unidos queriam impedi-lo de voltar aos cuidados do pai sobrevivente, em Cuba. Kavanaugh estava entre uma série de advogados que tentaram, sem sucesso, interromper os esforços para repatriar González a Cuba. O tribunal distrital, o Tribunal do Circuito e o Supremo Tribunal seguiram o precedente, recusando-se a bloquear o repatriamento.
Também na Kirkland & Ellis, Kavanaugh foi o autor de duas petições amicus para o Supremo Tribunal que apoiavam atividades e expressões religiosas em locais públicos. O primeiro, em Santa Fe Independent School District v. Doe (2000), argumentou que um aluno orador em jogos de futebol votado pela maioria dos alunos deveria ser tratado como um discurso privado em um fórum público limitado; a segunda, em Good News Club v. Milford Central School, argumentou que um programa de instrução bíblica cristã deveria ter o mesmo acesso às instalações da escola depois das aulas que outros grupos de alunos não relacionados ao currículo.

### Sociedade Federalista
É membro da Federalist Society desde 1988. Na administração de George W. Bush, ocupou uma posição-chave que envolvia nomeações judiciais. Os nomeados judiciais de Bush que eram membros da Sociedade Federalista incluíam John Roberts e Samuel Alito, ambos nomeados para o Supremo Tribunal, e cerca de metade dos juízes nomeados para os tribunais de apelação.

## Juiz de circuito dos Estados Unidos (2006 - 2018)

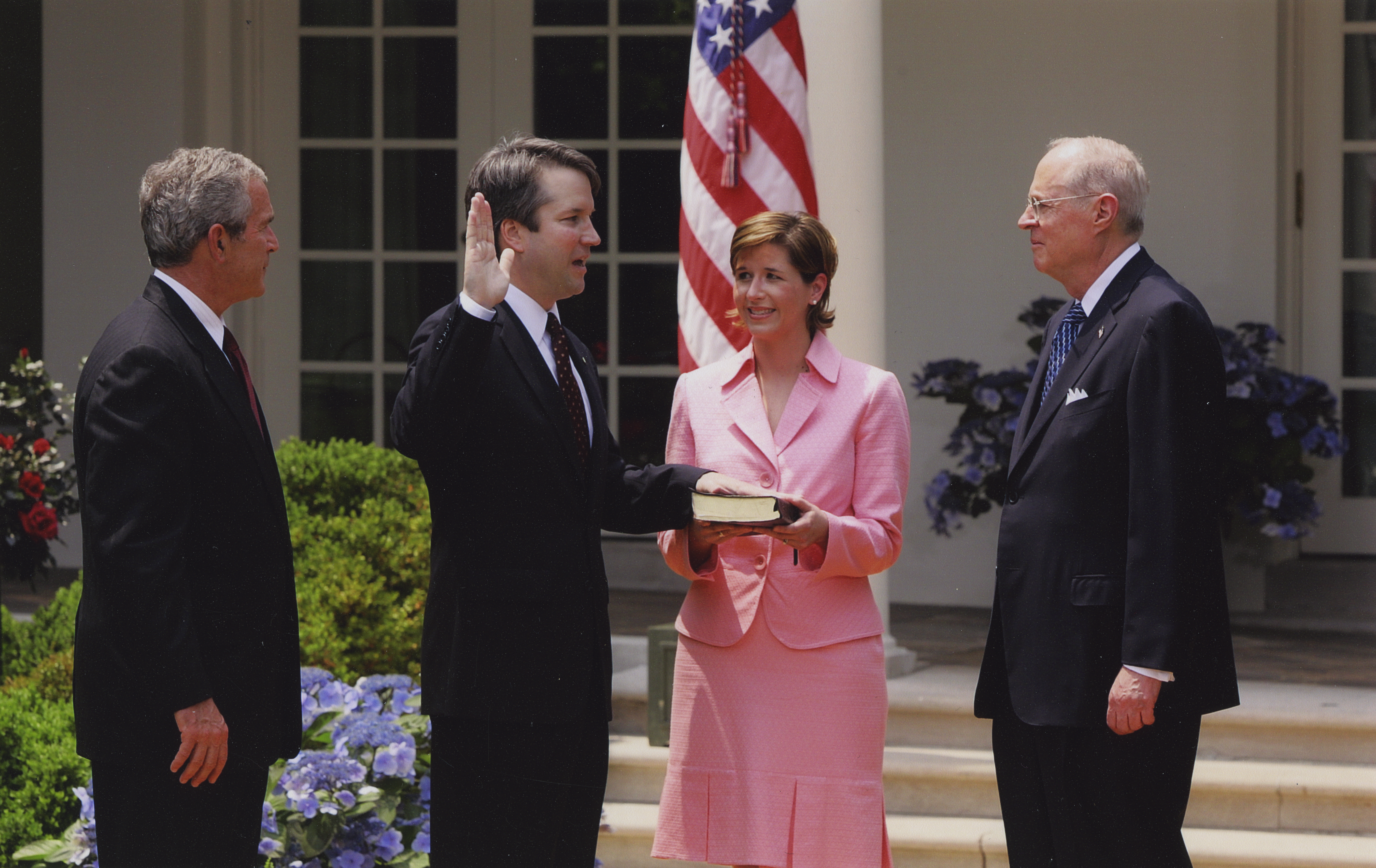
Kavanaugh é juramentado no Circuito de DC pelo juiz Anthony Kennedy enquanto a sua esposa segura a Bíblia e o presidente Bush observa, 2006. Coincidentemente, Kavanaugh seria juramentado no Supremo Tribunal dos Estados Unidos 12 anos depois como substituto de Kennedy.

O presidente George W. Bush indicou-o para o Tribunal de Apelações dos Estados Unidos para o Circuito do Distrito de Columbia a 25 de julho de 2003, mas a sua indicação ficou paralisada no Senado por quase três anos. Senadores democratas acusaram-no de ser muito partidário, com o senador Dick Durbin chamando-o de " Forrest Gump da política republicana". Em 2003, a American Bar Association classificou-o como "bem qualificado" (a sua categoria mais alta), mas depois de fazer mais dezenas de entrevistas em 2006, rebaixou-o para "qualificado".
O Comité Judiciário do Senado recomendou que fosse confirmado numa votação de linha partidária de 10–8 a 11 de maio de 2006, foi confirmado pelo Senado a 26 de maio por uma votação de 57–36. Sendo empossado a 1 de junho. Foi o quarto juiz nomeado para o Circuito de DC por Bush e confirmado. Começando a ouvir os casos a 11 de setembro e teve a sua posse formal a 27 de setembro.
Em julho de 2007, os senadores Patrick Leahy e Dick Durbin acusaram-no de mentir no Comité Judiciário quando ele negou estar envolvido na formulação das políticas de detenção e interrogatório do governo Bush. Em 2002, disse a outros advogados da Casa Branca que acreditava que o juiz do Supremo Tribunal, Anthony Kennedy, não aprovaria a negação de aconselhamento jurídico a prisioneiros detidos como combatentes inimigos. A questão ressurgiu em julho de 2018 depois de ser nomeado para o Supremo Tribunal.

### Casos notáveis
Quando escreveu uma opinião e o caso foi examinado pelo Supremo Tribunal, esse tribunal adotou a sua posição 13 vezes e inverteu a sua posição uma vez. Estes incluíram casos envolvendo regulamentações ambientais, processos penais, separação de poderes e jurisdição extraterritorial em casos de violação dos direitos humanos.

#### Aborto
Na decisão de outubro de 2017, Garza v. Hargan, juntou-se a um painel dividido do Circuito de DC ao sustentar que o Escritório de Reassentamento de Refugiados não violava o direito constitucional duma menor estrangeira desacompanhada para realizar um aborto, exigindo primeiro que fosse nomeado um tutor antes de viajar para realizar o aborto, desde que "o processo de obtenção de um tutor para o qual a menor seja liberada ocorra rapidamente". Dias depois, o en banc do Circuito de DC reverteu esse julgamento, com a sua dissidência. Nessa dissidência, criticou a maioria por criar "um novo direito para menores imigrantes ilegais detidos pelo governo dos Estados Unidos de obterem aborto imediato".  A menina então fez o aborto. Em 2018, numa petição de acompanhamento do procurador-geral dos Estados Unidos, o Supremo Tribunal dos Estados Unidos desocupado o en banc julgamento do Circuito de DC e a reivindicação da menina acabou por ser descartado como irrelevante.

#### Obamacare
Em novembro de 2011, discordou quando o Circuito de DC confirmou a Lei de Proteção ao Paciente e Cuidados Acessíveis (ACA), argumentando que o tribunal não tinha jurisdição no caso. Na sua dissidência, comparou o mandato individual a um imposto. Depois que um painel unânime concluiu que a ACA não violou a Cláusula de Originação da Constituição em Sissel v. Departamento de Saúde e Serviços Humanos dos Estados Unidos (2014), escreveu uma extensa dissidência sobre a negação de uma nova audiência em banc. Em maio de 2015, discordou de uma decisão que negava uma nova audiência en banc de Priests for Life vs. HHS, na qual o painel defendeu as acomodações do mandato contraceptivo da ACA contra as reivindicações da Lei de Restauração da Liberdade Religiosa do Priests for Life. Em Zubik v. Burwell (2016), o Supremo Tribunal anulou o julgamento do circuito numa decisão per curiam.

#### Regulação ambiental
Em 2013, emitiu um mandado de segurança extraordinário exigindo que a Comissão Reguladora Nuclear processasse o pedido de licença do repositório dos resíduos nucleares da Montanha Yucca, devido à dissidência do juiz Merrick Garland. Em abril de 2014, discordou quando o tribunal concluiu que o secretário do Trabalho, Tom Perez, poderia emitir citações de segurança no local de trabalho contra o SeaWorld em relação aos vários assassinatos de seus trabalhadores por Tilikum, uma orca.
Depois que escreveu para um painel dividido derrubando um regulamento da Lei do Ar Limpo, o Supremo Tribunal reverteu-a numa votação de 6–2 em EPA v. EME Homer City Generation, LP (2014). sendo que discordou da negação de uma nova audiência em banc de uma opinião do painel unânime sustentando a regulamentação da agência sobre as emissões de gases de efeito estufa sendo que o Supremo Tribunal revertida por uma votação de 5–4 em Utility Air Regulatory Group v. (2014). Depois que discordou de uma decisão per curiam, que permitiu a agência desconsiderar a análise do custo-benefício, o Supremo Tribunal no entanto reverteu numa votação de 5–4 em Michigan v. EPA (2015).

#### Jurisdição extraterritorial
No caso Doe v. Exxon Mobil Corp. (2007), discordou quando o tribunal do circuito permitiu um processo que acusava a ExxonMobil de violações dos direitos humanos na Indonésia, argumentando que as reivindicações não eram julgadas. Acaba por discordou novamente quando o tribunal do circuito posteriormente concluiu, que a corporação poderia ser processada sob o Estatuto de Delito Estrangeiro de 1789.

#### Primeira Emenda e liberdade de expressão
Escreveu para os tribunais distritais unânimes de três juízes quando sustentaram que a Lei de Reforma de Campanha Bipartidária poderia restringir doações de dinheiro suave a partidos políticos e proibir contribuições de campanha de cidadãos estrangeiros. O Supremo Tribunal afirmou sumariamente ambas as sentenças de apelação direta.
Em 2014, concordou com o julgamento quando o en banc do circuito de D.C. concluiu que a Cláusula de Liberdade de Expressão não proibia o governo de exigir que os frigoríficos incluíssem um rótulo de país de origem nos seus produtos. Em United States Telecom Ass'n v. FCC (2016), discordou quando o circuito en banc recusou-se a repetir uma contestação rejeitada à regra de neutralidade da rede, escrevendo: "O Congresso não autorizou claramente a FCC a emitir a regra da neutralidade da rede".

#### Quarta Emenda e liberdades civis
Em novembro de 2010, discordou da negação de uma nova audiência en banc depois que o circuito concluiu que anexar um dispositivo de rastreamento do Sistema de Posicionamento Global a um veículo violava a Quarta Emenda da Constituição dos Estados Unidos. O Supremo Tribunal, então, confirmou a sentença do circuito em Estados Unidos v. Jones (2012). Em fevereiro de 2016, discordou quando o en banc do circuito recusou-se a ensaiar as alegações rejeitadas dos policias da imunidade qualificada por prender participantes da festa numa casa vaga.
Em Klayman v. Obama (2015), concordou quando o tribunal de circuito negou uma nova audiência en banc da sua decisão de anular uma ordem do tribunal distrital bloqueando a coleta em massa sem mandado da Agência de Segurança Nacional de metadados de telefonia.

#### Segurança nacional

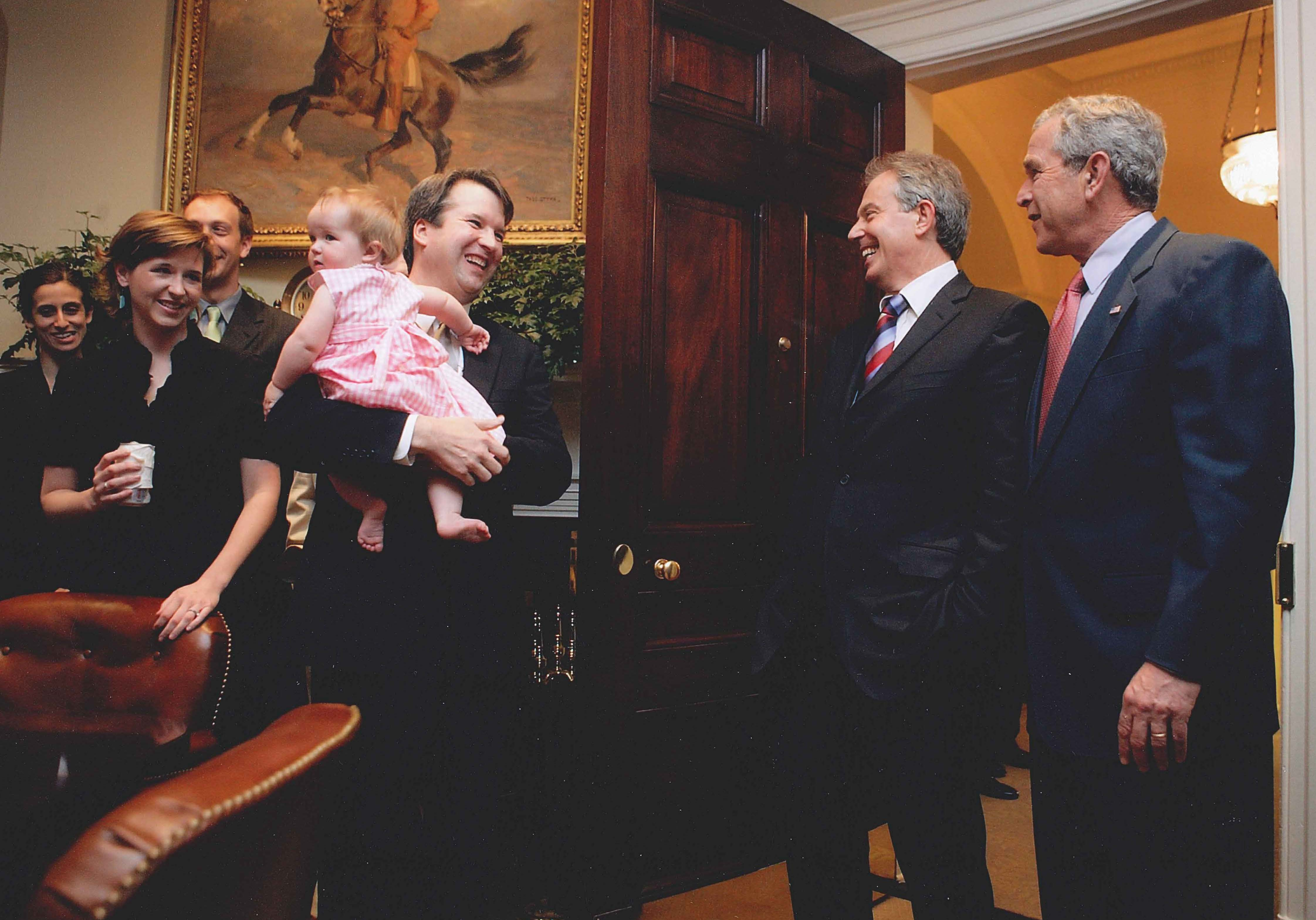
Kavanaugh segura sua filha enquanto cumprimenta o primeiro-ministro britânico Tony Blair e o presidente George W. Bush

Em abril de 2009, escreveu um longo acordo quando o tribunal concluiu que os detidos no campo de detenção da Baía de Guantánamo não tinham o direito de avisar com antecedência antes de serem transferidos para outro país. Em Kiyemba v. Obama (2010), o Supremo Tribunal anulou esse julgamento, embora recusasse-se a revisar o assunto. Em junho de 2010, escreveu um acordo no julgamento quando o en banc do circuito de D.C. concluiu que os proprietários da fábrica farmacêutica Al-Shifa não podiam abrir um processo por difamação em relação às alegações do governo de que eram terroristas. Em outubro de 2012, escreveu para um tribunal unânime quando concluiu que a Cláusula Ex Post Facto da Constituição tornava ilegal para o governo processar Salim Hamdan sob a Lei de Comissões Militares de 2006 por acusações de fornecer apoio material ao terrorismo.
Em agosto de 2010, escreveu um longo acordo quando o circuito en banc recusou-se a repetir as alegações rejeitadas de Ghaleb Nassar Al Bihani de que o direito internacional da guerra limita a Autorização para Uso de Força Militar contra Terroristas. Em 2014, concordou com o julgamento quando o circuito en banc concluiu que Ali al-Bahlul poderia ser condenado retroativamente por crimes de guerra, desde que o estatuto existente já o tornasse um crime "porque não altera a definição de o crime, as defesas ou a punição". Em outubro de 2016, escreveu um texto de opinião quando o circuito en banc concluiu que al-Bahlul poderia ser condenado por uma comissão militar, mesmo que os seus crimes não fossem internacionalmente reconhecidos como crimes de guerra.
Em Meshal v. Higgenbotham (2016), concordou quando o painel dividido rejeitou a alegação de que um americano havia tido um desaparecimento forçado pelo FBI num site negro no Quênia.

#### Segunda emenda e posse de arma
Em outubro de 2011, discordou quando o tribunal de circuito concluiu que a proibição da venda de rifles semiautomáticos era permitida pela Segunda Emenda. Este caso seguiu a decisão histórica do Supremo Tribunal, Distrito de Columbia v. Heller (2008).

#### Regulação de vacinas
Em 2012, escreveu a opinião em Coalition for Mercury-Free Drugs v. Sebelius, sustentando que os oponentes das vacinas preservadas com timerosal não tinham legitimidade para contestar as determinações da Food and Drug Administration de que as vacinas e os seus componentes são seguros e eficazes. O SCOTUSblog forneceu o caso como um exemplo do fato de que "mesmo quando Kavanaugh rejeita uma reclamação, ele às vezes usa sua discussão sobre legitimidade para mostrar que ouviu o argumento do reclamante e o levou a sério". Bloomberg escreveu: "A opinião de Kavanaugh para o tribunal repetidamente saiu do seu caminho para mostrar que respeitava a 'preocupação genuína' da Coalition for Mercury-Free Drugs (CoMeD) em relação ao timerosal", mas, no entanto "disse que a coalizão era obrigada a buscar a proibição por meio do Poder Executivo ou Legislativo".

### Práticas de contratação de estagiários
Vinte e cinco dos seus 48 advogados são mulheres e 13 negros. Alguns foram filhos de outros juízes e figuras jurídicas importantes, incluindo Clayton Kozinski (filho do ex-juiz federal Alex Kozinski), Porter Wilkinson (filha do juiz J. Harvie Wilkinson III), Philip Alito (filho do juiz Samuel Alito), Sophia Chua-Rubenfeld (filha dos professores de Direito de Yale Amy Chua e Jed Rubenfeld ) e Emily Chertoff (filha do ex-secretário da Segurança Interna Michael Chertoff).
A 20 de setembro de 2018, o The Guardian relatou que dois professores de Yale aconselharam estudantes de direito do sexo feminino em Yale, que a sua aparência física e feminilidade poderiam desempenhar um papel na obtenção de um cargo de escriturário com Kavanaugh. Rubenfeld disse que Kavanaugh "contrata mulheres com uma certa aparência". Fontes não identificadas relataram que Chua disse que as candidatas deveriam exibir feminilidade "de modelo" e "vestir-se extrovertida" nas entrevistas de emprego com Kavanaugh. Respondendo ao relatório, Chua negou que as decisões de contratação de Kavanaugh foram afetadas pela atratividade das candidatas, dizendo: "O primeiro e único teste decisivo do juíz Kavanaugh na contratação é a excelência", Yale não encontrou nenhum motivo para sanção. Chua voltou ao ensino regular em 2019.

## Nomeação para o Supremo Tribunal dos Estados Unidos

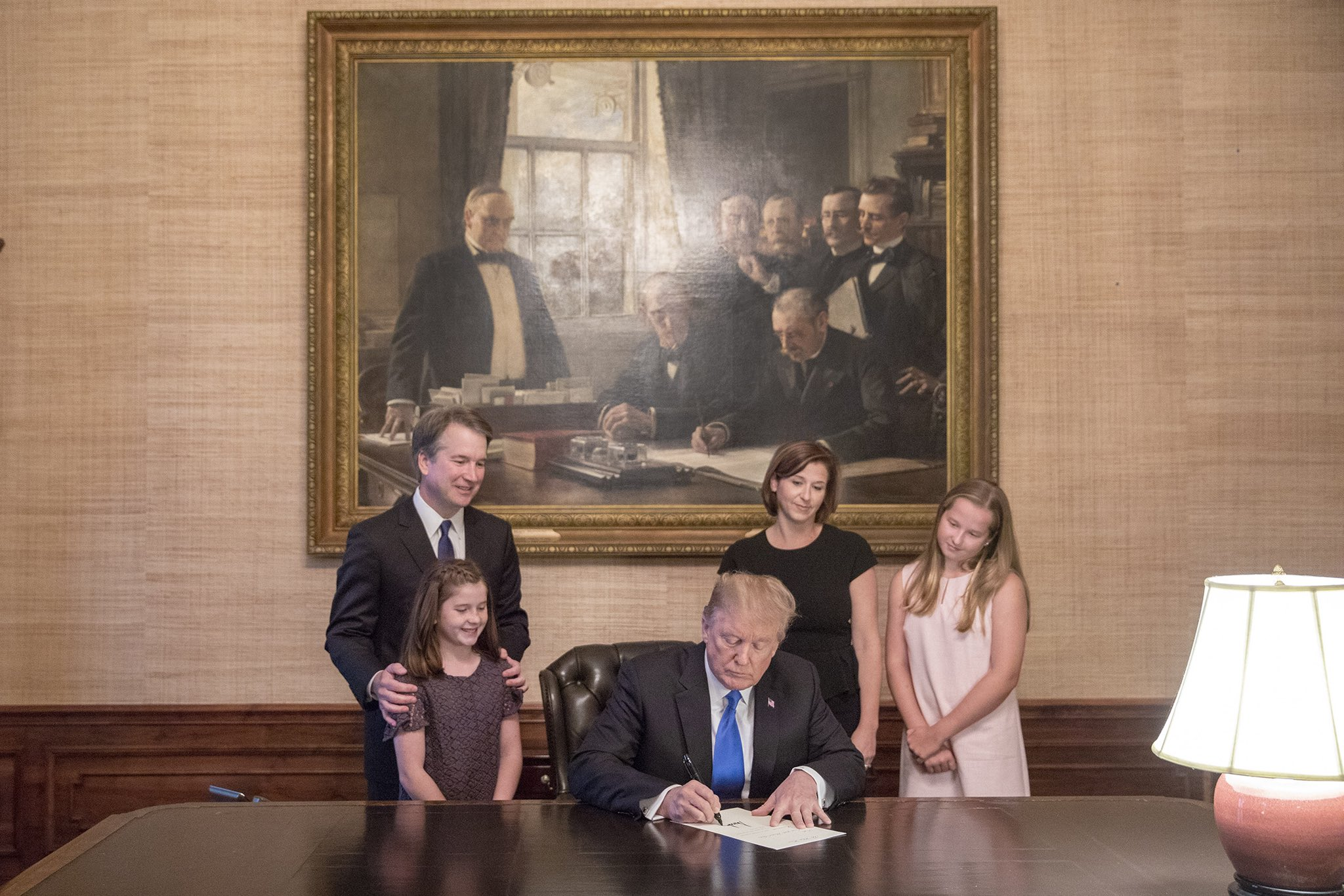
Kavanaugh e a sua família com o presidente Donald Trump a 9 de julho de 2018 na Casa Branca.

A 2 de julho de 2018, foi um dos quatro juízes do Tribunal de Apelações dos EUA a receber uma entrevista pessoal de 45 minutos com o presidente Donald Trump como um substituto potencial para o juiz Anthony Kennedy. A 9 de julho, Trump nomeou-o para o Supremo Tribunal. No seu primeiro discurso público após a nomeação, disse: "Nenhum presidente jamais fez consultas mais amplas ou conversou com mais pessoas de mais origens para buscar informações sobre uma nomeação para o Supremo Tribunal".

### Filosofia e abordagem jurídica
Uma análise estatística do The Washington Post estimou que Kavanaugh era mais conservador do que Neil Gorsuch e menos conservador do que Samuel Alito. Jonathan Turley, da George Washington University, escreveu que entre os juízes que Trump considerou, "Kavanaugh tem a visão mais robusta dos poderes e imunidades presidenciais". Brian Bennett, escreveu para a revista Time, citando o artigo de Kavanaugh de 2009 na Minnesota Law Review defendendo a imunidade do presidente de acusação enquanto estando no cargo. Num discurso de 2017 no American Enterprise Institute sobre o ex-chefe de justiça William Rehnquist, elogiou os dissidentes de Rehnquist em Roe vs. Wade, que considerou as proibições ao aborto inconstitucionais, e Furman vs. Geórgia, que considerou inconstitucionais todos os estatutos de pena de morte existentes. Dois professores de direito avaliaram as suas decisões no tribunal de apelação para o Washington Post, avaliando as suas decisões em quatro áreas: direitos dos réus criminais; apoio a regras de fiscalização mais rigorosa da proteção ambiental; defesa dos direitos dos sindicatos; e tomar o partido dos que instauram ações por alegação de discriminação. Descobrindo que tinha o histórico de votação mais conservador no Tribunal de DC em três dessas áreas da política, e o segundo maior na quarta, entre 2003 e 2018.
Durante a sua audiência, disse que muitas vezes os quatro maiores momentos da história do Supremo Tribunal foram Brown vs. Conselho de Educação, Marbury vs. Madison, Youngstown Steel e Estados Unidos vs. Nixon, com Brown sendo o melhor.
De acordo com as pontuações do Judicial Common Space, uma pontuação baseada nas pontuações de ideologia dos senadores dos estados de origem e do presidente que indicou o juiz para a bancada federal, Clarence Thomas é o único juiz mais conservador do que Kavanaugh. Por essa métrica, a sua confirmação deslocou a corte para a direita. Se o indicado de Barack Obama, Merrick Garland, tivesse sido confirmado em 2016, Stephen Breyer teria tornado-se o voto decisivo mediano quando Kennedy se aposentou. No entanto, como Antonin Scalia foi substituído por outro conservador (Gorsuch), esperava-se que o presidente do tribunal John Roberts tornaria o voto decisivo mediano no Supremo Tribunal após a confirmação de Kavanaugh.

### Audiências públicas do Comitê Judiciário do Senado
O Comité Judiciário do Senado agendou três a quatro dias de audiências públicas sobre a sua nomeação, começando a 4 de setembro de 2018. As audiências foram atrasadas no início por objeções dos membros democratas sobre a ausência de registros do seu tempo na administração de George W. Bush. Os democratas também reclamaram que 42.000 páginas de documentos foram recebidos apenas na noite anterior ao primeiro dia de audiências. Os republicanos afirmaram que o volume dos documentos disponíveis sobre Kavanaugh igualava-se ao dos cinco indicados anteriores ao tribunal; sendo que os democratas responderam, que apenas 15% dos documentos que solicitaram sobre Kavanaugh foram fornecidos. Numerosas moções dos democratas para adiar ou suspender as audiências foram rejeitadas pelo presidente Chuck Grassley, que argumentou que o candidato havia escrito mais de 300 pareceres jurídicos disponíveis para revisão. A sessão do primeiro dia foi encerrada após declarações de cada senador e do nomeado, com períodos de perguntas e respostas começando no dia seguinte.

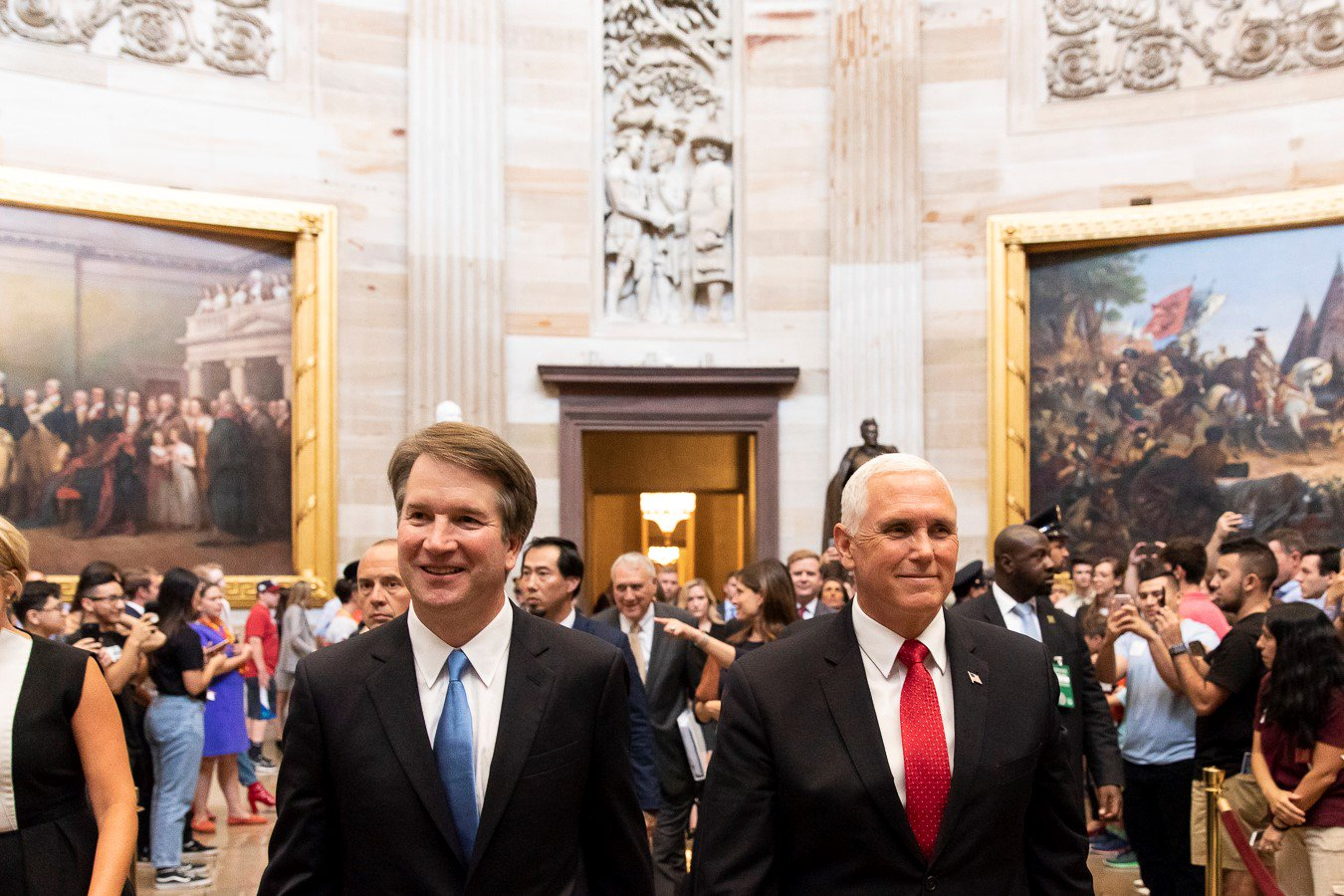
Kavanaugh, e o vice-presidente, Mike Pence.

Durante a primeira rodada de perguntas dos senadores a 5 de setembro de 2018, manteve a sua posição anteriormente declarada de que não expressaria uma opinião sobre questões que poderiam chegar ao tribunal. Então recusou-se a prometer a abster-se de qualquer caso, incluindo qualquer um que pudesse envolver Trump. Também recusou-se a comentar sobre a cobertura de condições de saúde preexistentes, porte de rifle semiautomático, Roe v. Wade ou o poder do presidente de perdoar. Expôs longamente sobre várias emendas constitucionais, stare decisis (o papel do precedente legal na definição de decisões judiciais subsequentes) e o poder do presidente de demitir funcionários federais. Como na sessão anterior, houve frequentes explosões de protesto na audiência, exigindo intervenção e remoção da segurança, bem como repetidas objeções processuais dos democratas.
O terceiro dia de audiências do comité começou com um furor sobre o lançamento de e-mails por Kavanaugh relacionados à preocupação com o potencial perfil racial em triagens de segurança. O dia continuou com as tentativas do candidato de articular a sua jurisprudência, inclusive recusando-se a responder a perguntas diretas sobre questões que considerava hipotéticas. O senador Chris Coons tinha lhe feito perguntas por escrito sobre qualquer conhecimento de comportamento impróprio por parte do juiz Alex Kozinski, para quem havia trabalhado, incluindo as suas circulações de e-mails sexualmente explícitos através de sua "Easy Rider Gag List". De acordo com o The Intercept , embora Coons tenha-o pedido para revisar os seus e-mails de Kozinski, respondeu: "Eu não me lembro". Durante o seu depoimento, disse que a exposição de Kozinski em 2017 como um alegado assediador sexual prolífico foi um "soco no estômago" surpreendente. O Guardian relatou que as suas fontes contestaram o seu relato porque o alegado comportamento de Kozinski era amplamente conhecido entre aqueles no sistema judiciário e sua exposição culminou na sua demissão abrupta do tribunal.
O comité divulgou um e-mail de 2003 no qual disse: "Não tenho certeza se todos os estudiosos do direito se referem a [ Roe v. Wade ] como a lei estabelecida da terra no nível da Suprema Corte, já que a Corte sempre pode anular o seu precedente, e três dos atuais juízes do Tribunal fariam isso". Enfatizou que estava comentando sobre os pontos de vista dos estudiosos do direito na época, não os seus próprios pontos de vista, e observou que o caso havia sido reafirmado em várias ocasiões desde 2003. A senadora Susan Collins indicou que a sua declaração não contradisse a sua garantia pessoal a ela de que Roe é uma lei estabelecida. Kavanaugh observou que Paternidade planejada versus Casey (1992), que reafirmou Roe v. Wade , era "precedente sobre precedente". De acordo com Kavanaugh, Casey é uma decisão importante sobre quando o precedente do Tribunal pode ser derrubado.
A 27 de setembro, o comité realizou mais um dia de audiências públicas para discutir as alegações do qual Kavanaugh envolveu-se em má conduta sexual durante o ensino médio. As únicas testemunhas foram Kavanaugh e Christine Blasey Ford, a sua acusadora. Os membros republicanos do comité não questionaram Ford diretamente; o questionamento no seu nome foi feito por Rachel Mitchell, promotora de carreira do condado de Maricopa, Arizona. Grassley interrompeu o seu questionamento, após o que os próprios membros republicanos do comité o haviam questionado. Alternando com as suas perguntas, os membros democratas do comité questionaram Ford e Kavanaugh. Ford repetiu e expandiu as suas alegações anteriores, dizendo que Kavanaugh e o seu amigo Mark Judge, ambos "visivelmente bêbados", a trancaram num quarto, onde Kavanaugh a havia apalpado e tentou tirar as suas roupas enquanto Judge observava. Ela disse que "acreditava que ele iria estuprar-me" e temeu pela sua vida quando ele colocou a mão na sua boca. Na sua declaração de abertura, afirmou que as acusações foram um "golpe político" por ativistas de esquerda e democratas, dizendo que ele enfrentou retaliação "em nome dos Clintons" pelo seu trabalho no Relatório Starr contra Bill Clinton. Leland Keyser, amigo de Ford disse que estava presente durante o alegado ataque, e negou que o mesmo tenha ocorrido e questionou certos aspectos da história. Keyser também afirmou que sentiu-se pressionada por pessoas a apoiar a história de Ford, algo que ela contou ao FBI. Na resposta ao seu depoimento, mais de 2.400 professores de direito assinaram uma carta dizendo que o Senado não deveria confirmá-lo porque "ele não demonstrou a imparcialidade e o temperamento judiciário necessários para se sentar na mais alta corte de nosso país".
Na conclusão da audiência, a liderança republicana do comité indicou que planejava realizar uma votação do comité sobre a nomeação no dia seguinte, 28 de setembro, com uma votação processual no plenário do Senado a 29 de setembro. A 28 de setembro, o comité votou de acordo com as linhas do partido para fazer avançar a nomeação para o plenário do Senado; O voto a favor do senador Jeff Flake foi condicionado ao adiamento da votação no Senado por uma semana para permitir que o FBI investigue as alegações de Ford. Mais tarde, os senadores Joe Manchin e Lisa Murkowski também disseram que não votariam pela confirmação sem uma investigação do FBI. Sobre este pedido do Comité Judiciário, Trump ordenou uma "investigação suplementar para atualizar o arquivo do juiz Kavanaugh", a ser limitada em escopo e concluída dentro de uma semana. O relatório foi transmitido à Casa Branca a 3 de outubro e de lá para o Senado a 4 de outubro, onde os senadores foram autorizados a revisar o relatório um de cada vez em sigilo. O líder da maioria Mitch McConnell disse que o Senado votaria na confirmação a 6 de outubro. Os democratas criticaram a investigação do FBI como incompleta, uma "farsa", e "um encobrimento horrível" que omitiu testemunhas importantes na Direção da Casa Branca. De acordo com o The Washington Post, a Casa Branca impediu o FBI de investigar possíveis falsidades no testemunho de Kavanaugh ao Congresso sobre seus hábitos de beber durante sua juventude.
Oitenta e três queixas éticas foram apresentadas contra a sua pessoa a respeito da sua conduta durante as audiências de confirmação do Supremo Tribunal. O chefe de justiça Roberts nomeou um painel federal especial de juízes para investigá-lo. Em dezembro de 2018, o painel indeferiu todas as queixas, chamando-as de "graves", mas decidindo que os juízes de primeira instância não têm autoridade para investigar os juízes do Supremo Tribunal.

### Ação do senado
A 5 de outubro, o Senado votou 51-49 para invocar cloture, avançando a nomeação para uma votação final esperada a 6 de outubro. Este foi ativado através da aplicação da chamada "opção nuclear", ou maioria simples, em vez do que a histórica supermaioria de três quintos em vigor antes de abril de 2017.  A votação ocorreu de acordo com as linhas do partido, com exceção do democrata Joe Manchin que votou sim e da republicana Lisa Murkowski que votou não.
A 6 de outubro, o Senado confirmou-o ao Supremo Tribunal por 50–48 votos. Um senador, republicano Steve Daines, que apoiou a nomeação, estava ausente durante a votação devido à sua presença no casamento da sua filha naquele dia, e Murkowski votou "presente" apesar de sua oposição para que os seus votos fossem cancelados e o restante da votação seria mantida - uma cortesia tradicional raramente usada, conhecida como "par entre senadores". Todos os republicanos, exceto Daines e Murkowski, votaram para confirmar-lo, e todos os democratas, exceto Joe Manchin, votaram contra. O voto de confirmação da sua nomeação foi historicamente próximo. A única confirmação do Supremo Tribunal mais próxima foi a votação de Stanley Matthews, nomeado pelo presidente James A. Garfield em 1881. Matthews foi confirmado por um único voto, 24-23; nenhuma outra justiça foi confirmada por um único voto. Em termos percentuais, o voto de Kavanaugh foi ainda mais próximo do que o de Matthews. Matthews recebeu 51,06% dos votos contra 51,02% de Kavanaugh.

### Juramento
Foi empossado como o 114º juiz do Supremo Tribunal na noite de 6 de outubro de 2018. O Juramento Constitucional foi administrado pelo Chefe de Justiça Roberts e o Juramento Judicial foi administrado pelo juíz Kennedy, a quem Kavanaugh sucedeu no Tribunal. Esta cerimônia privada foi seguida por uma cerimônia pública na Casa Branca a 8 de outubro. Ao ingressar no tribunal, tornou-se o primeiro juiz do Supremo Tribunal a contratar uma equipe feminina de assessoras.

## Suprema Corte dos Estados Unidos (2018 - presente)

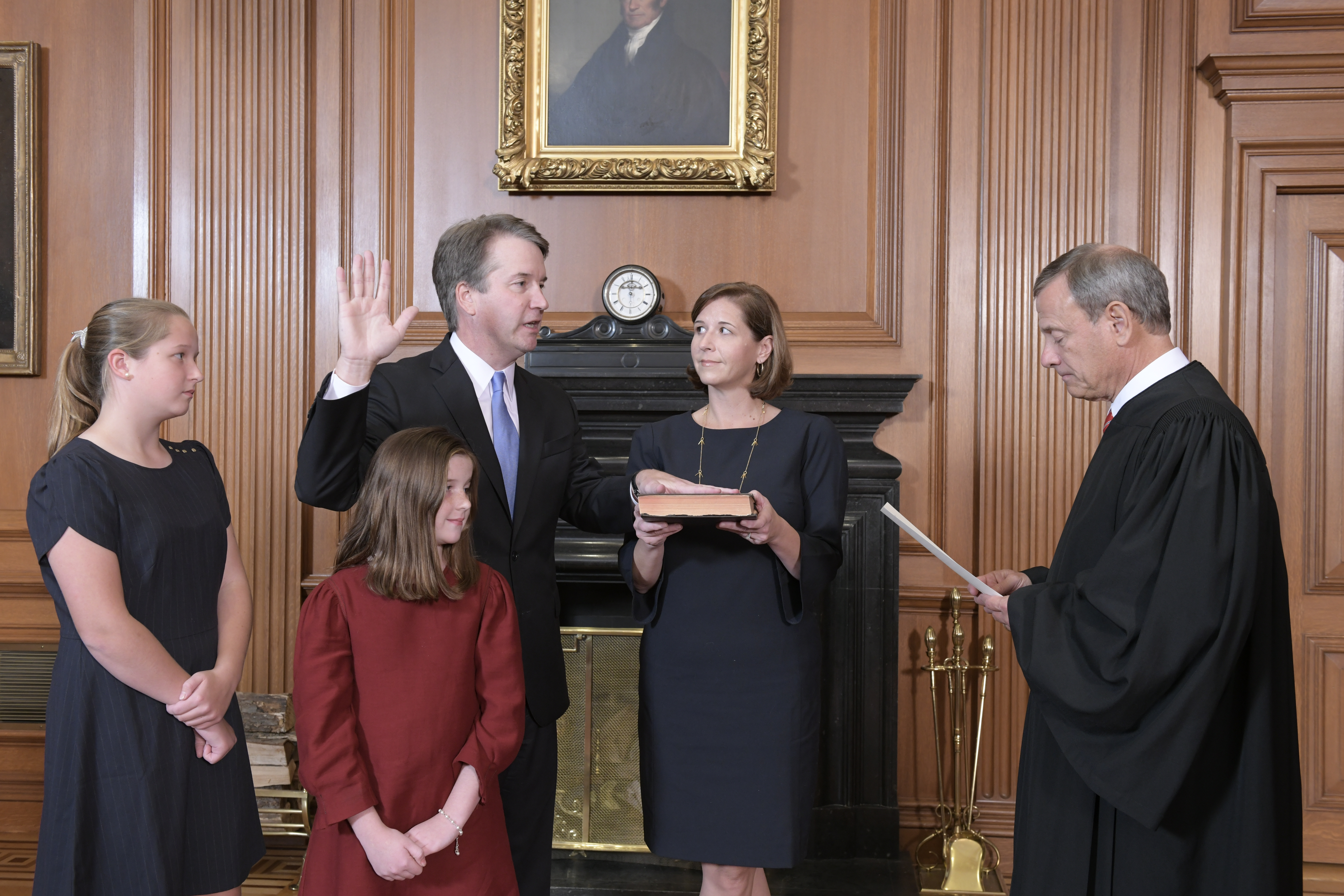
Kavanaugh prestando juramento para suceder Anthony Kennedy como juiz associado.

Iniciou o seu mandato como juiz do Supremo Tribunal a 9 de outubro de 2018, ouvindo argumentos a favor de Stokeling contra Estados Unidos e Estados Unidos contra Stitt.

### Atribuição de circuito
Em novembro de 2020, foi transferido para o Sexto Circuito e o Oitavo Circuito. Já havia sido designado para o Sétimo Circuito, que cobre os tribunais federais em Illinois, Indiana e Wisconsin. Os juízes de circuito são os principais responsáveis por responder a pedidos de emergência (por exemplo, pedidos de suspensão de execuções de emergência) que surjam da jurisdição do circuito, seja pelo juiz designado sozinho ou então pelo juiz encaminhando-os totalmente tribunal para revisão.

### Decisões iniciais
Escreveu a sua primeira opinião para o Supremo Tribunal a 8 de janeiro de 2019, em Henry Schein, Inc. v. Archer & White Sales, Inc., uma decisão unânime que reverteu uma opinião do tribunal de apelações que permitiu a um tribunal decidir se uma questão num contrato entre um fabricante e distribuidor de equipamentos odontológicos deve ser decidido por arbitragem.
A 27 de fevereiro, juntou-se a Roberts e aos juízes liberais do tribunal em Garza v. Idaho, num caso em que o tribunal considerou que a presunção do preconceito da Sexta Emenda de advogado ineficaz se aplica a situações em que um advogado recusa entrar com um recurso porque uma renúncia de recurso foi assinada como parte de um acordo de confissão.

### Aborto
Em dezembro de 2018, como voto decisivo, juntou-se a Roberts e aos quatro juízes mais liberais do tribunal para recusar ouvir os casos apresentados por Louisiana e Kansas, que procuravam impedir as mulheres de escolherem receber cuidados médicos financiados pelo Medicaid em clínicas de Paternidade Planejada. Dois tribunais de apelação inferiores decidiram que a lei federal que cria o Medicaid protege os direitos dos pacientes de escolher qualquer provedor que seja "qualificado para executar" os serviços necessários.
Em fevereiro de 2019, juntou-se aos três dos seus colegas conservadores na votação para rejeitar a suspensão de uma lei da Louisiana para restringir o aborto. Ele emitiu a sua própria opinião divergente. A CNBC informou que "Kavanaugh concordou (com três juízes conservadores), mas escreveu separadamente que "estaria aberto a reconsiderar a legalidade da lei se as terríveis advertências dos grupos de direitos ao aborto se materializassem". O Supremo Tribunal decidiu este caso, June Medical Services LLC v. Russo, a 29 de junho de 2020, derrubando a exigência da Louisiana de provedores de aborto de manter privilégios de admissão hospitalar. Kavanaugh discordou.

### Pena de morte
Também em fevereiro, fez parte da maioria nas decisões relativas à pena de morte. A 7 de fevereiro de 2019, fez parte da maioria numa decisão de 5 a 4 em que rejeitou o pedido de um prisioneiro muçulmano de atrasar a sua execução para ter a irmã presente. A 19 de fevereiro de 2019, juntou-se a Roberts e aos quatro juízes liberais do tribunal numa decisão de 6 a 3 bloqueando a execução de um homem com uma "deficiência intelectual" no Texas.

### Direitos LGBT
A 15 de junho de 2020, em Bostock v. Clayton County, Geórgia, o Supremo Tribunal decidiu 6–3 que as proteções contra discriminação no local de trabalho no Título VII da Lei dos Direitos Civis de 1964 deve ser interpretado como proteção às pessoas com base na orientação sexual e identidade de gênero. Escreveu uma dissidência em que argumentou que a discriminação por orientação sexual sempre foi entendida como distinta da discriminação sexual. Admitiu que a discriminação por orientação sexual "pode, como uma questão muito literal, implicar fazer uma distinção baseada no sexo"; no entanto, disse, "despedir um empregado porque ela é uma mulher e outro empregado porque ele é gay implica duas preocupações sociais distintas, revela dois preconceitos distintos, impõe dois danos distintos e enquadra-se em duas proibições estatutárias distintas." Disse que qualquer mudança na lei pertinente deveria ser feita pelo Congresso, não por juízes; " A sua dissidência não discutiu a identidade de gênero ou usou a palavra "transgénero", embora os direitos dos transgéneros estivessem em questão no caso. Numa nota de rodapé, escreveu a sua análise "com base na orientação sexual aplicar-se-ia da mesma forma à discriminação com base na identidade de gênero". Em outubro de 2020, concordou com os juízes numa decisão "aparentemente unânime" de negar uma apelação apresentada por Kim Davis, uma funcionária do condado de Kentucky, que recusou emitir licenças de casamento para casais do mesmo sexo.
Em 2021, aderiu numa decisão unânime, decidindo a favor de uma agência católica de adoção e serviço social cujo financiamento foi negado pela cidade de Filadélfia porque não adotava casais do mesmo sexo; a decisão também recusou derrubar a Divisão de Emprego v. Smith, "um precedente importante que limita as proteções da Primeira Emenda para práticas religiosas". No mesmo mês, estava entre os seis juízes que rejeitaram a apelação de uma florista do Estado de Washington, em que os tribunais inferiores haviam declarado violar as leis de não discriminação ao recusarem-se a vender arranjos florais a um casal do mesmo sexo com base nas suas crenças religiosas contra o casamento entre pessoas do mesmo sexo, deixando as decisões dos tribunais inferiores em vigor.

### Impostos do presidente Trump

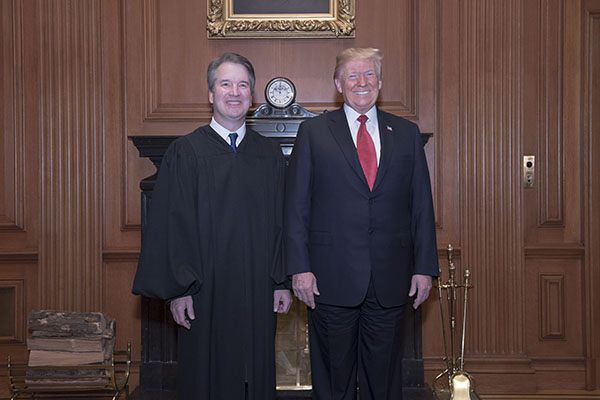
Brett Kavanaugh, e o presidente Donald Trump depois da sua posse.

Em julho de 2020, no caso Trump v. Vance, o Supremo Tribunal decidiu em duas decisões 7–2 que o procurador distrital de Manhattan poderia a cessar os registros fiscais de Trump, mas que a questão de saber se o Congresso poderia a cessar os mesmos registros precisava ser processada por meio de tribunais menores. Juntou-se a Roberts, Gorsuch e os quatro nomeados democratas do tribunal na maioria; Os juízes Thomas e Alito discordaram. As decisões significam que o procurador de Manhattan terá acesso aos registros enquanto o Congresso não, aguardando o resultado do caso nos tribunais inferiores.

### Direito a voto
Oito dias antes da eleição presidencial de 2020, concordou que os votos ausentes propriamente ditos em Wisconsin, mas recebidos depois de 3 de novembro, deveriam ser descartados, juntando-se aos conservadores do Supremo Tribunal numa decisão que exigia o adiamento das eleições aos funcionários estaduais. A 19 de outubro, votou pela concessão de um pedido de suspensão que teria impedido as cédulas enviadas antes do dia da eleição, mas entregues três dias após a contagem. O Supremo ficou dividido em 4–4, então a decisão do Supremo Tribunal da Pensilvânia exigindo que todos os votos fossem contados permaneceu, mas o caso pode ser novamente examinado. Ficou do lado de Roberts e três juízes liberais numa maioria de 5-3 para permitir a extensão da votação na Carolina do Norte.

### Remuneração de atletas universitários
Na sua concordância em National Collegiate Athletic Association v. Alston em junho de 2021, em que o Tribunal decidiu por unanimidade que os desportos universitários não estavam isentos da lei antitruste, chamou a NCAA de "um empreendimento maciço para arrecadar dinheiro nas costas de atletas estudantes que são não é compensado de forma justa. " Ninguém mais, disse, "não poderia ... pagar aos trabalhadores uma taxa de mercado justa com base na teoria de que seu produto é definido pelo não pagamento a seus trabalhadores de uma taxa de mercado justa". Disse também que havia "questões sérias" sobre outras regras de compensação.

## Alegações de agressão sexual

### Christine Blasey Ford
No início de julho de 2018, o nome seu nome estava numa lista restrita de indicados para o Supremo Tribunal. Christine Blasey Ford, professora de psicologia da Universidade de Palo Alto, contatou uma tipline do Washington Post e à sua representante nos Estados Unidos, Anna Eshoo, com acusações de que Kavanaugh havia-a agredido sexualmente quando eles estavam no colégio. A 30 de julho de 2018, Ford escreveu à senadora Dianne Feinstein para informá-la da sua acusação contra Kavanaugh, solicitando que fosse mantida em sigilo. Após um relatório de 12 de setembro no The Intercept, Feinstein confirmou que uma queixa havia sido feita contra Kavanaugh por uma mulher que pediu para não ser identificada. Feinstein disse que a mulher alegou que, quando os dois estavam no colégio, Kavanaugh tentou forçá-la enquanto ela estava sendo contida fisicamente. No mesmo dia, Feinstein disse que havia encaminhado a acusação da mulher às autoridades federais.
A 16 de setembro, Ford divulgou as suas alegações e alegou que Kavanaugh havia abusado-a sexualmente quando ela tinha 15 anos e ele 17. Disse que no início dos anos 1980, Kavanaugh e Mark Judge, um dos seus amigos da escola Preparatória de Georgetown, encurralou-a num quarto em uma festa numa casa em Maryland e aumentou a música que estava tocando na sala. De acordo com Ford, Kavanaugh prendeu-a na cama, apalpou-a, apertou-se contra ela, tentando tirar as suas roupas e cobriu a sua boca com a mão quando ela tentou gritar. Ford disse que temia que Kavanaugh pudesse matá-la inadvertidamente durante o ataque, e acreditava que ele iria a violar. Ford afirmou que ela escapou quando Judge pulou na cama, derrubando todos eles no chão.
De seguida emitiu a seguinte declaração por meio da Casa Branca: "Eu nego categórica e inequivocamente essa alegação. Não fiz isso na escola ou em qualquer momento". Os republicanos criticaram a decisão de reter "uma acusação vaga e anônima por meses" antes de divulgá-la na "véspera da confirmação (de Kavanaugh)" como uma tentativa de atrasar as suas audiências de confirmação. Divulgou uma declaração na noite anterior ao depoimento agendado por ele e Ford perante o Comité Judicial do Senado. Disse que, devido à gravidade das acusações, tanto ele quanto Ford mereciam ser ouvidos. Também declarou: "Eu sou inocente dessa acusação".
A 19 de setembro, o Comité Judiciário do Senado convidou Kavanaugh e Ford para testemunhar sobre a alegação. Concordou em testemunhar a 19 de setembro. Ford solicitou que o FBI investigasse o primeiro o assunto, mas o presidente do Comité Judiciário, Chuck Grassley, recusou o pedido e deu a Ford o prazo de 21 de setembro para informar ao comitê se ela pretendia testemunhar. Grassley acrescentou que Ford era bem-vindo a comparecer perante o comité privado ou publico. A 20 de setembro, o advogado de Ford abriu negociações com o comité para reagendar a audiência sob "termos que sejam justos e que garantam a sua segurança". Um painel bipartidário do Comité Judiciário e os representantes da Ford concordaram numa audiência após 24 de setembro.
Ford afirmou que Leland Ingham Keyser, um amigo de longa data, estava presente na festa onde o suposto ataque ocorreu. A 22 de setembro, Keyser declarou por meio do seu advogado, que ela não o conhecia e não tinha nenhuma lembrança da festa ou de uma agressão sexual. O advogado confirmou que Keyser era amigo de Ford, e Keyser disse ao The Washington Post que ela acreditava na alegação de Ford.
A 4 de outubro de 2018, a Casa Branca anunciou que não havia encontrado nenhuma corroboração para a alegação de Ford após revisar a última investigação do FBI sobre o seu passado. Os seus advogados tweetaram: "Aqueles que dirigiam a investigação do FBI não estavam interessados em buscar a verdade".
Em setembro de 2019, os repórteres do New York Times Kate Kelly e Robin Pogrebin publicaram The Education of Brett Kavanaugh: An Investigation. Relataram que Keyser "pensou que toda a configuração que Ford descreveu ... parecia errada", e que ela "desafiou a precisão de Ford", citando Keyser como dizendo "Não tenho qualquer confiança na história". De acordo com o The Washington Post, o livro revelou que "Keyser também disse que ela falou com muitas pessoas que 'queriam que eu me lembrasse de algo diferente' - sugerindo que havia pressão sobre ela para seguir os limites".

### Deborah Ramirez
A 23 de setembro de 2018, Ronan Farrow e Jane Mayer, do The New Yorker, publicaram um artigo com outra alegação de agressão sexual contra Kavanaugh. Deborah Ramirez, que frequentou a Universidade de Yale com Kavanaugh, alegou que expôs-se a ela e empurrou o seu pénis contra o seu rosto depois que os dois beberam numa festa da faculdade durante o ano letivo de 1983-1984. Kavanaugh disse: "Este suposto evento de 35 anos atrás não aconteceu". O The New Yorker falou com quatro colegas, três identificados como testemunhas oculares, mas todos negaram ter testemunhado o evento. O The New York Times entrevistou várias dúzias dos seus colegas de classe na tentativa de corroborar a sua história e também não conseguiu encontrar testemunhas de primeira mão para a alegada agressão, mas vários colegas lembraram que tinham ouvido falar sobre isso nos dias subsequentes e acreditaram em Ramirez. De acordo com o The New York Times, "a própria Ramirez disse à imprensa e amigos que, inicialmente, ela não estava absolutamente certa de que foi Kavanaugh quem a agrediu, mas depois de corresponder-se com amigos que tiveram conhecimento de segunda mão do incidente, e sem pressa para refrescar a sua memória, afirmou que tinha certeza de que Kavanaugh era o seu agressor". O The Washington Post analisou a alegação de Ramirez e concluiu, "a acusação de Ramirez tem a dupla distinção de ter mais corroboração potencial e menos corroboração real do que a de Ford".

### Julie Swetnick
Michael Avenatti, o advogado que representa Stormy Daniels no seu processo contra Trump, tweetou a 23 de setembro de 2018 que ele representava uma mulher que tinha "informações confiáveis" sobre Kavanaugh e Judge. Avenatti disse que a seu cliente estaria disposto a testemunhar perante o Comité Judiciário do Senado. A 26 de setembro, Avenatti revelou que a mulher era Julie Swetnick, uma ex-funcionária do governo. Numa declaração juramentada, Swetnick descreveu participar de "bem mais de dez festas em casa na área de Washington, DC durante os anos de 1981-1983, onde Mark Judge e Brett Kavanaugh estavam presentes". Ela descreveu estar ciente dos "esforços de Mark Judge, Brett Kavanaugh e outros para 'aumentar' o 'soco' em festas em que participei com drogas e/ou álcool, de modo a fazer com que as meninas perdessem as suas inibições e sua capacidade de dizer ' Não'". Ela descreveu testemunhar "os esforços de Mark Judge, Brett Kavanaugh e outros para fazer com que as meninas se tornassem embriagadas e desorientadas para que pudessem ser 'violadas por gangue' numa sala lateral ou quarto por uma 'fila' de vários meninos. Eu tenho uma forte lembrança de ver meninos alinhados do lado de fora dos quartos em muitas dessas festas, esperando a sua "vez" com uma garota dentro da sala. Esses meninos incluíam Mark Judge e Brett Kavanaugh". Numa entrevista com a NBC News, Swetnick esclareceu que ela não testemunhou Kavanaugh ou Judge aumentando as suas bebidas. Kavanaugh chamou as suas alegações de "ridículas" e a alegação de Avenatti como um todo uma "farsa". O Wall Street Journal relatou que havia contactado "dezenas" dos seus ex-colegas de classe e colegas, mas não conseguiu chegar a ninguém com conhecimento das suas alegações e, que nenhum dos seus amigos apresentou-se publicamente para apoiar as suas afirmações. Grassley encaminhou Swetnick e Avenatti ao Departamento de Justiça para uma investigação criminal a respeito das alegações de que os dois se envolveram em "conspiração, declarações falsas e obstrução do Congresso".

### Judy Munro-Leighton
A 19 de setembro, Judy Munro-Leighton acusou-o de agressão sexual numa carta anónima assinada "Jane Doe", que foi endereçada a Grassley, mas enviada à senadora Kamala Harris. A 26 de setembro, o comité do Senado interrogou-o sobre essa acusação. No qual chamou a acusação de "ridícula". A 1 de novembro, Munro-Leighton conversou com os membros da equipe do comité e, durante a conversa, ela mudou a sua história, negando ter escrito a carta anónima e dizendo que havia contatado o Congresso como "um estratagema" para "chamar atenção". A 2 de novembro, Grassley anunciou a identidade de Munro-Leighton e descreveu as suas acusações como forjadas. Ela foi posteriormente encaminhada ao Departamento de Justiça e ao FBI por fazer acusações falsas e obstruir a justiça.

## Ensino e bolsa de estudos
Kavanaugh ministrou cursos completos sobre separação de poderes na Harvard Law School de 2008 a 2015, na Harvard Law School entre 2014 e 2018, esteve em curos de  Segurança Nacional e Direito de Relações Exteriores na Yale Law School em 2011 e em Interpretação Constitucional no Georgetown University Law Center em 2007. Foi nomeado professor de direito na Harvard Law School em 2009. Em 2008, foi contratado como professor visitante por Elena Kagan, então reitora da Harvard Law School. De acordo com o The Boston Globe, era generoso com o seu tempo e acessível, tornando-se rapidamente o professor favorito dos alunos. Costumava jantar em Cambridge com estudantes e oferecer referências e conselhos de carreira. Recebeu altas avaliações dos seus alunos, incluindo JD Vance. Após as alegações de má conduta sexual contra ele, os graduados da Harvard Law School pediram a Harvard que rescindisse a posição de Kavanaugh como conferencista. Pouco depois, retirou-se voluntariamente do ensino em Harvard para o semestre de inverno de 2019. No verão de 2019, juntou-se ao corpo docente da Escola de Direito Antonin Scalia da George Mason University como professor visitante, co-ministrando um curso de verão em Runnymede, Inglaterra, sobre as origens e a criação da Constituição dos Estados Unidos.
Em 2009, escreveu um artigo para a Minnesota Law Review no qual argumentava que o Congresso deveria isentar os presidentes dos Estados Unidos de ações civis enquanto estivessem no cargo porque, entre outras coisas, tais ações poderiam ser "demoradas e perturbadoras" para os presidentes e, portanto, "serviria mal ao interesse público, especialmente em tempos de crise financeira ou de segurança nacional. Argumentou que se um presidente" fizer algo covarde", ele pode ser destituído pela Câmara dos Representantes, e condenada pelo Senado, e processado criminalmente após deixar o cargo. Ele afirmou que os Estados Unidos da América teriam ficado melhor se o presidente Clinton pudesse "se concentrar em Osama bin Laden sem se distrair com o caso de assédio sexual de Paula Jones e as suas ramificações da investigação criminal". Este artigo atraiu atenção em 2018, quando foi nomeado para o Supremo Tribunal por Trump, cuja campanha presidencial de 2016 foi na época objeto de uma investigação federal pelo Conselheiro Especial Robert Mueller.
Ao revisar um livro sobre interpretação estatutária do Juiz Chefe do Segundo Circuito Robert Katzmann, observou que os juízes frequentemente não podem concordar com uma lei se o seu texto for ambíguo. Para remediar isso, ele encorajou os juízes a buscarem primeiro a "melhor leitura" da lei, por meio da "interpretação das palavras da lei", bem como do contexto da lei como um todo, e só então aplicar outras técnicas interpretativas que pode justificar uma interpretação que difere do "melhor significado", como evasão constitucional, história legislativa e deferência da Chevron.

## Vida pessoal

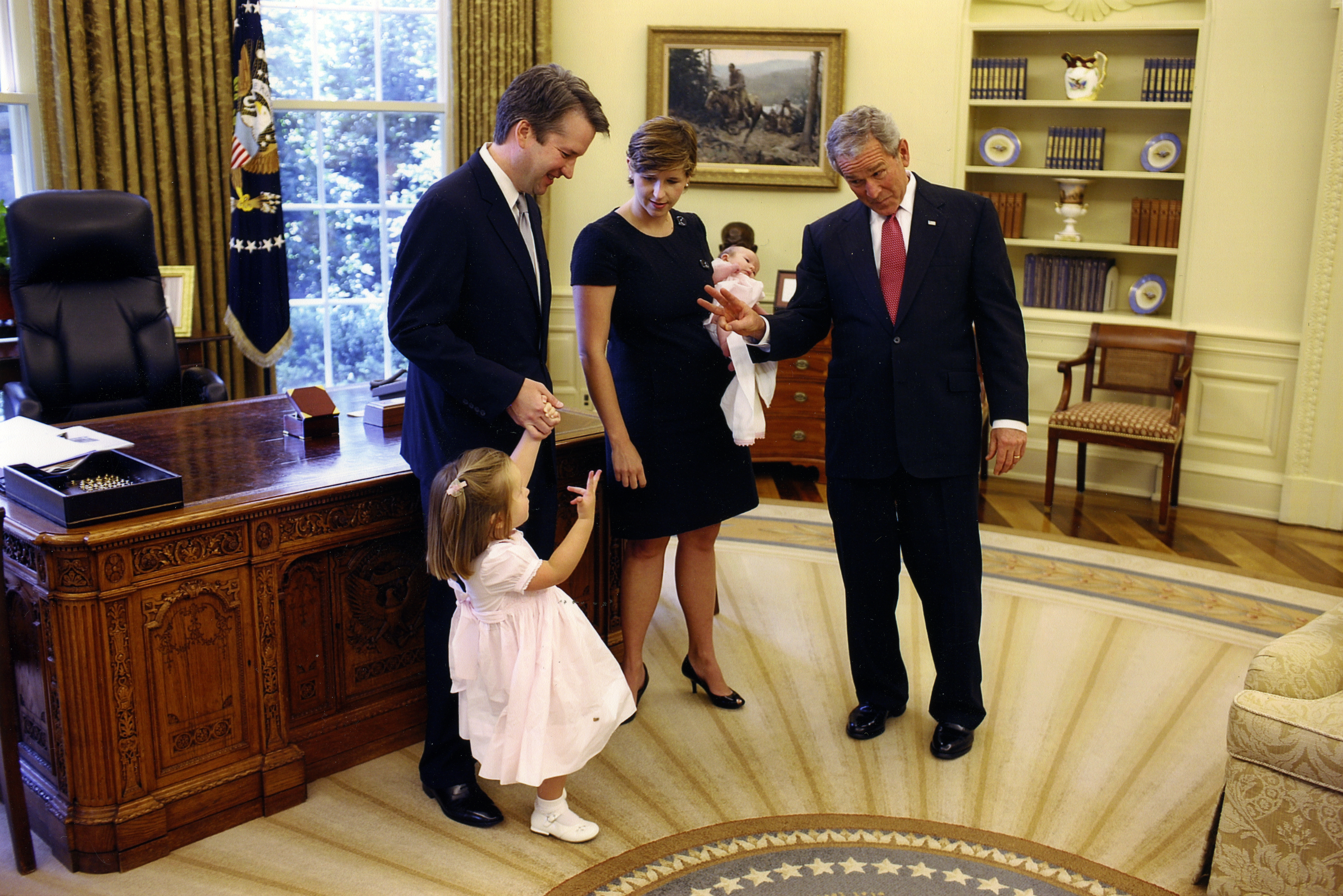
A família Kavanaugh com o presidente Bush

Kavanaugh e Ashley Estes, a secretária pessoal do ex-presidente George W. Bush, casaram-se em 2004 e têm duas filhas. Eles moram em Chevy Chase Section Five, Maryland
Correu a Maratona de Boston em 2010 e 2015. Também completou muitas corridas mais curtas, de 5 km a 10 milhas.
É católico romano e atua como leitor regular no Santuário do Santíssimo Sacramento em Hanceville, Alabama. Ajudou a servir refeições aos sem-teto como parte dos programas da igreja e foi professor na Washington Jesuit Academy, uma escola particular católica no Distrito de Columbia.

Na sua audiência de confirmação de maio de 2006 no Circuito do Distrito de Columbia, ele declarou que era um republicano registrado. Em 2018, o seu salário relatado era de duzentos e vinte mil e seiscentos dólares como juiz federal e vinte e sete mil dólares como professor na Harvard Law School.